# Oude Loo-konferenserna

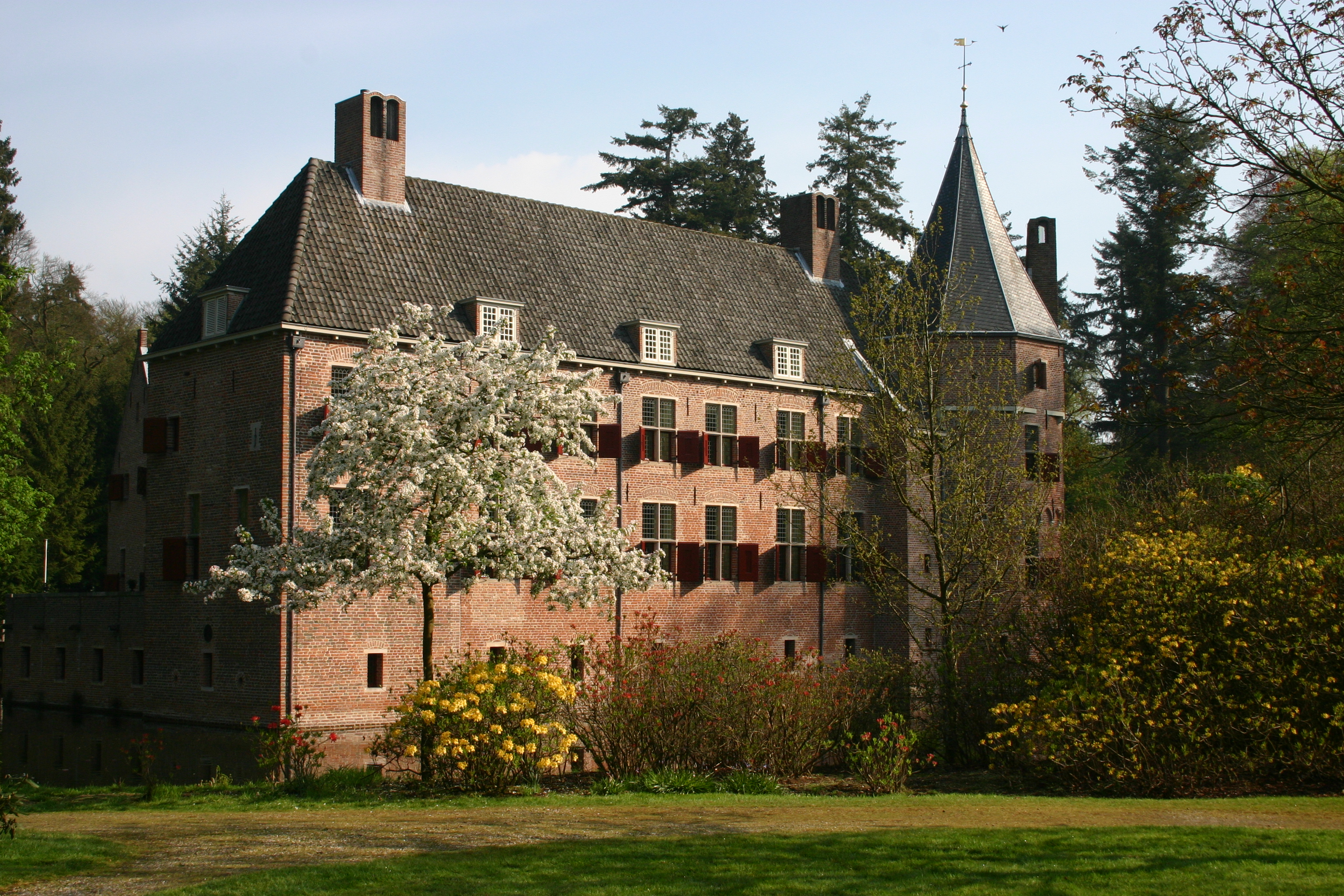
Slottet Oude Loo

Oude Loo-konferenserna var en serie möten, som med samtycke från drottning Juliana av Nederländerna och hennes mor prinsessan Vilhelmina organiserades av cirklarna kring helbrädgagörerskan Greet Hofmans. De ägde rum från sommaren 1951 till slutet av augusti 1957. Totalt var det sjutton konferenser, först två och senare tre per år, och de hade i genomsnitt cirka 120 deltagare. Under alla dessa år fanns det nittio talare, varav elva var kvinnor.
Konferenserna hade en ganska vag karaktär i sig och inspirerades av de andliga, paranormala och estoteriska kretsarna kring Hofmans och den så kallade Baarnkretsen, ett sällskap av vänner till drottning Juliana, som alla var beundrare av Greet Hofmans. Hofmans vän och medarbetare Johan Willem Kaiser spelade en viktig roll i (förberedelserna inför) konferenserna. Mötena ägde rum på slottet Het Oude Loo, varav namnet på konferenserna härstammar ifrån.

## Bakgrund

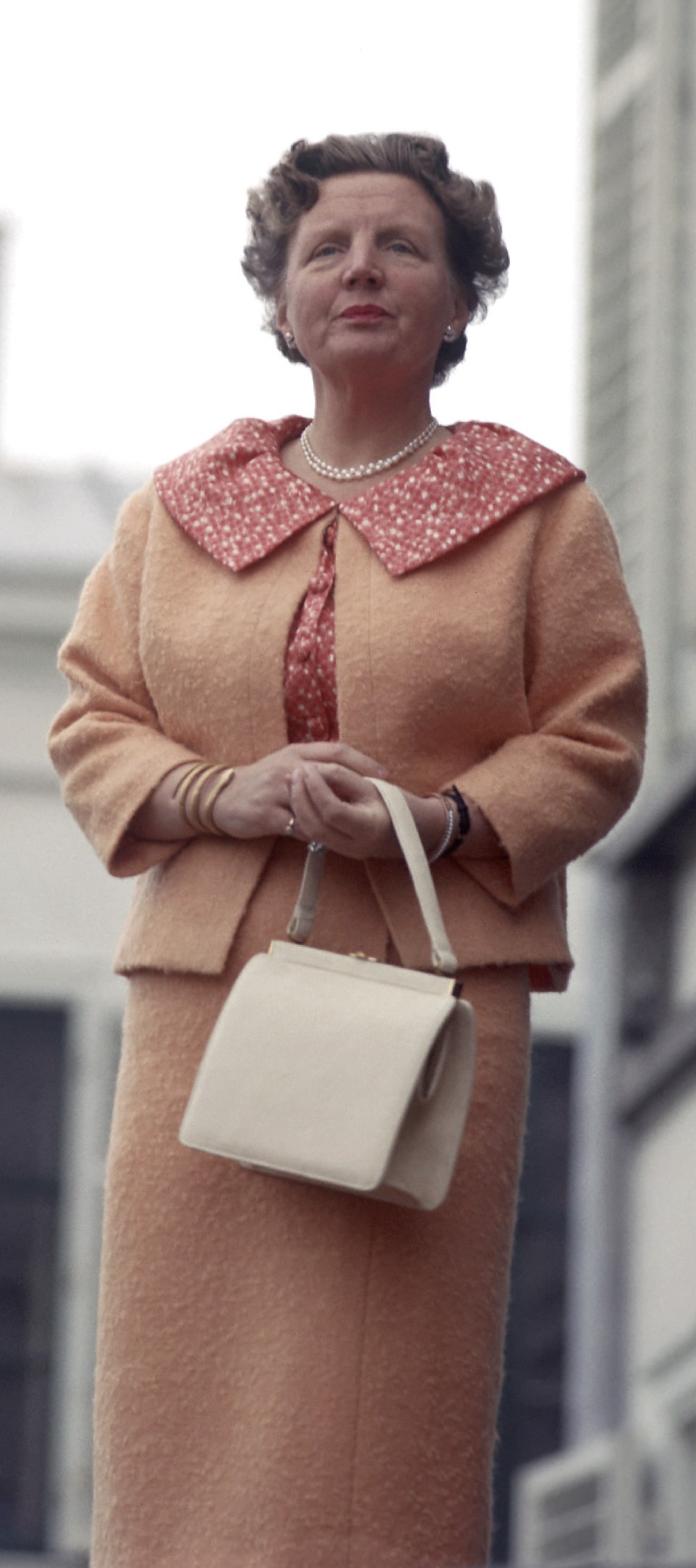
Drottning Juliana 1963

I Baarnkretsen deltog förutom drottningen, Hofmans och Kaiser stora delar av drottningens personliga hov (såsom hennes privatsekreterare Walraven van Heeckeren). De diskuterade Gudsbegreppet och inom rörelsen uppstod snart tanken att Gud är universell och att de olika världsreligionerna var och en hade återskapat Gud till sin egen avbild eller kultur. Under ett av mötena omkring 1951 uppstod idén att sammankalla en konferens över detta ämne. Denna idé stöddes varmt av drottningen från början. Således sattes en förberedande kommitté igång, som fick tillstånd av prinsessan Vilhelmina att hålla det avsedda mötet på slottet Het Oude Loo.

## Första konferensen
Den första konferensen förbereddes av en liten kommitté som leddes av Kaiser, som också kom upp med titeln för mötet Gud - grundare av världen och därför oövervinnlig. Under denna paroll utfärdade han en inbjudan till cirka 200 (inter)nationella intressenter, varav cirka 130 så småningom skulle dyka upp. Gästerna (däribland Albert Schweitzer, Albert Einstein och Arnold J. Toynbee), och så småningom också deltagarna, bildade en blandad grupp från alla samhällsskikt som kollektivt representerade alla de olika religionerna. Det framgick tydligt av sammankomsten att Guds universalitet hade företräde framför vad de religiösa strömningarna hade gjort av den. Dessutom andades inbjudan av en stark atmosfär av pacifism.
Sammantaget varade konferensen en vecka (på helgen var de lediga), från 24 till 27 juli och från 31 juli till 2 augusti. På morgonen hölls gruppsammanträden, medan eftermiddagen valdes som ett tillfälle för vidare samråd och reflektion i mindre kretsar. Till ett sådant upplägg inbjöds deltagarna till den kungliga jaktstugan, som var lämplig för mindre sammankomster. Drottning Juliana höll själv ett tal på öppningsdagen, med titeln Några kommentarer om mänsklighetens utveckling i nuet, där hon bland annat anmärkte:
(...) det grundläggande felet vi gör ... att vi tillåter vår intelligens att utvecklas i snabbare takt, medan vi är för långsamma med att påskynda utvecklingen av det som kan kallas vårt hjärta
Det blev inte mycket mer konkret sagt, även i andra tal. Detta var också anledningen till att vissa gäster – som den senare utrikesministern Marga Klompé – slutade efter bara två dagar.
Eftersom konferensens språk var engelska, ett språk som Hofmans inte behärskade, spelade hon inte någon större roll under konferensen, utan – som senare forskning har visat – desto mer bakom kulisserna.
Den första konferensen i Oude Loo ägde rum den 24 juli 1951. En brokig blandning av världsreligioner och andliga strömmar var representerade, vilka alla fokuserade på konferensens motto: "Gud, världens grundare och därför oövervinnlig." Konferensen fick en dålig start, vilket främst berodde på Wim Kaiser, primus inter pares i "förberedelsekommittén". Han hade mycket lite att göra med de etablerade kyrkorna. "Gruppfrälsning" leder sällan till sann hängivenhet, menade han. Hans stela och konfliktfyllda karaktär ledde till oenighet inom gruppen.

## Kritik från regeringen
Premiärminister Willem Drees kabinett hade med bestörtning sett både förberedelserna för konferensen och de diskussioner som så småningom ägde rum (som Drees var medveten om eftersom i konferensen deltog en anställd vid den inre säkerhetstjänsten). Drees och hans kabinett ansåg att begreppet Gud som utvidgades under konferensen "inte var acceptabelt för olika andliga rörelser i Nederländerna och anses till och med vara stötande". Drottning Julianas roll – som trots allt "måste fungera som symbol för nationell enhet" var särskilt viktig. En annan invändning var att den känsla av pacifism som spreds under konferensen – åtminstone delvis – kunde resultera i en konflikt angående regeringspolitikens enhet. Drottning Juliana fick förfrågningar – genom talesmän i kabinettet – om att stoppa sitt engagemang i eventuella efterföljande konferenser. Hon ignorerade dessa förfrågningar. Hennes mor, prinsessan Vilhelmina, tog avstånd från konferenserna i det att hon inte längre deltog i vidare möten. Ändå fortsatte hon att ge tillstånd att fortsätta använda jaktstugan för konferenserna.

## Hofmans-affären

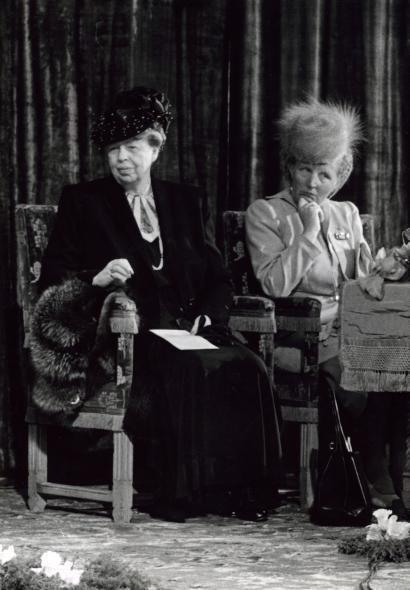
Drottning Juliana och Eleanor Roosevelt 1948

Oude Loo-konferenserna och drottning Julianas oförsonlighet i ansträngningarna att hålla konferenserna vid liv var en viktig faktor i resultaten av det som senare blev känt som Greet Hofmans-affären. Faktum är att hon visade – genom att vägra stoppa konferenserna – att hon inte var särskilt intresserad av regeringens åsikt. Konferenserna fortsatte att organiseras efter den första gången. Den andra konferensen, enligt den sammankomst som Kaiser skickade igen (men möjligen utarbetad av Hofmans), skulle handla om:
den heliga vagheten, som är molnpelaren och det lysande molnet, där Gud UPPENBARAR sig för oss små, avgränsade, små människor.
Därefter följde många konferenser tills Beelkommitténs rapport skulle sätta stopp för både Hofmans-affären och Oude Loo-konferenserna. I den andra konferensen deltog den amerikanska presidentänkan Eleanor Roosevelt. Hon lämnade chockad konferensen och trodde att hon hade kommit i kontakt med ett gäng "fanatiker". Efter det kungliga engagemanget i konferenserna fortsatte Kaiser verksamheten som "Open Field meetings". Drottning Juliana sågs aldrig där.